# Saint-Pierre-Brouck
Saint-Pierre-Brouck je francouzská obec v departementu Nord v regionu Hauts-de-France. V roce 2011 zde žilo 1 017 obyvatel.

## Sousední obce
Bourbourg, Cappelle-Brouck, Holque, Ruminghem, Sainte-Marie-Kerque

## Vývoj počtu obyvatel
Počet obyvatel 